# Провулок Вільгельма Габсбурга
Провулок Вільгельма Габсбурга — маленький провулок в історичному центрі Одеси. Являє собою один квартал між вулицями Павла Зеленого і Ніжинською.
Дані про цей провулок з'явилися ще задовго до того, як він дістав першу назву. Так, у 1819 році він згадується як провулок між II та XXXI кварталами. Першу офіційну назву, Кінний провулок, вулиця ця дістала у 1865 році та проіснувала із цією назвою лише до 5.10.1874. Вже у 1870 з'явилася ще одна назва провулку — Ново-Базарний — завдяки Новому ринку, що знаходиться наприкінці провулку.
Із приходом до влади комуністів провулок довгий час зберігав свою назву. Тільки 1 квітня 1964 провулок було перейменовано на честь учасника оборони Одеси і Севастополя, Героя Радянського Союзу, М. В. Богданова. Так, під назвою Провулок Богданова, він проіснував до 2016 року. Згідно із розпорядження голови Одеської обладміністрації, Михеіла Саакашвілі, цей провулок дістав нову назву, на честь видатного українського військово-політичного діяча, Вільгельма Габсбурга (також відомого як Василь Вишиваний). Судячи з усього це сталося завдяки плутанині із прізвищами, оскільки до переліку осіб, чиї прізвища підпадають під декомунізацію, було внесено М. С. Богданова, комуніста який встановлював радянську владу в Україні.